# Vodní mlýn Janov
Vodní mlýn Janov v Hodicích v okrese Jihlava je vodní mlýn, který stojí jižně od centra obce na Třešťském potoce pod hrází Janovského rybníka. Je chráněn jako nemovitá kulturní památka České republiky.

## Historie
Mlýn dal vystavět na své náklady mlynářský mistr Franz Prochaska v roce 1792.

## Popis
Areál tvoří zděná budova barokního mlýna a přilehlé hospodářské budovy. Mansardová střecha má pod plechovou krytinou původní šindel.
Nápis na dvorní fasádě:
```
„LETA PANE 1792 TENTO MLEIN Z POWOLENI ECCELENC PANA HRABIET JOZEFA HERBSSTAINA PO DEKRETEM SLAWNIHO KANCALARZE WIESTAVIET HO DAL NA NEUZITECNZNIM PLACE NA SVI PENÍZE FR FRANZ PROCHASKA MISTR MLINARZ SAUSED TELECKI“.
[
1
]
```

Voda na vodní kolo vedla z rybníka náhonem. V roce 1930 při mlýnu fungovala pila. Toho roku měl mlýn tři kola na svrchní vodu, dvě s průtokem 0.186 m³/s a jedno s průtokem 0.139 m³/s, každé se spádem 2.5 metru o výkonu 11 k. Technologické vybavení včetně vodních kol zaniklo, dochovala se část mlýnského náhonu, který vede okolo hlavní mlýnské budovy.